# Heliophanus abditus
Heliophanus abditus là một loài nhện trong họ Salticidae.
Loài này thuộc chi Heliophanus. Heliophanus abditus được Wanda Wesołowska miêu tả năm 1986.